# Stefania Orlando
Stefania Orlando (Roma, 23 dicembre 1966) è una conduttrice televisiva, showgirl e cantante italiana.
Dopo aver debuttato negli anni novanta come valletta, riscuote una buona popolarità in Rai conducendo diversi programmi, fra cui I fatti vostri e Il lotto alle otto.

## Biografia
È figlia del magistrato, giurista e professore universitario Pietro Romano Orlando e di Annamaria. Ha due fratelli maggiori, Gianni Orlando, un artista che vive a Parigi, e Fabio Massimo Orlando, avvocato.

### Carriera televisiva
Debutta in televisione nell'estate del 1993 come valletta del programma del mezzogiorno di Canale 5 Sì o no?, condotto da Claudio Lippi. Visto il successo, la trasmissione viene proposta tra il 1993 e il 1994 nella fascia preserale del sabato e nuovamente in versione quotidiana nell'estate del 1994. A settembre dello stesso anno è una delle vallette della serata Vota la voce, in onda su Canale 5. Dopo questa esperienza, passa in Rai, dove partecipa come valletta, assieme ad Adriana Volpe, al varietà del sabato sera Scommettiamo che...?, condotto da Fabrizio Frizzi e Milly Carlucci su Rai 1.
Nella stagione 1995/1996 lavora a Odeon TV, dove conduce il TG Rosa, esperienza che ripete anche nella stagione successiva. Nella primavera del 1996 prende parte allo spettacolo di Canale 5 Il Boom, condotto da Teo Teocoli. L'autunno successivo approda a Telemontecarlo, dove partecipa al programma comico Retromarsh!!!.
Nell'autunno del 1997 ritorna a lavorare con Michele Guardì partecipando allo storico programma di Rai 2 I fatti vostri, dove rimarrà fino al 2003. Nello stesso periodo partecipa ad altre trasmissioni Rai, come la maratona benefica Telethon (dal 1997 al 2000) e Il lotto alle otto (dal 1998 al 2001), mentre nel 2002 e nel 2003 cura i collegamenti dai Monopoli di Stato per le estrazioni finali del 6 gennaio della Lotteria Italia per le trasmissioni Torno Sabato e Uno di noi. Durante l'estate 2002 e 2003 conduce inoltre la manifestazione Girofestival su Rai 3.

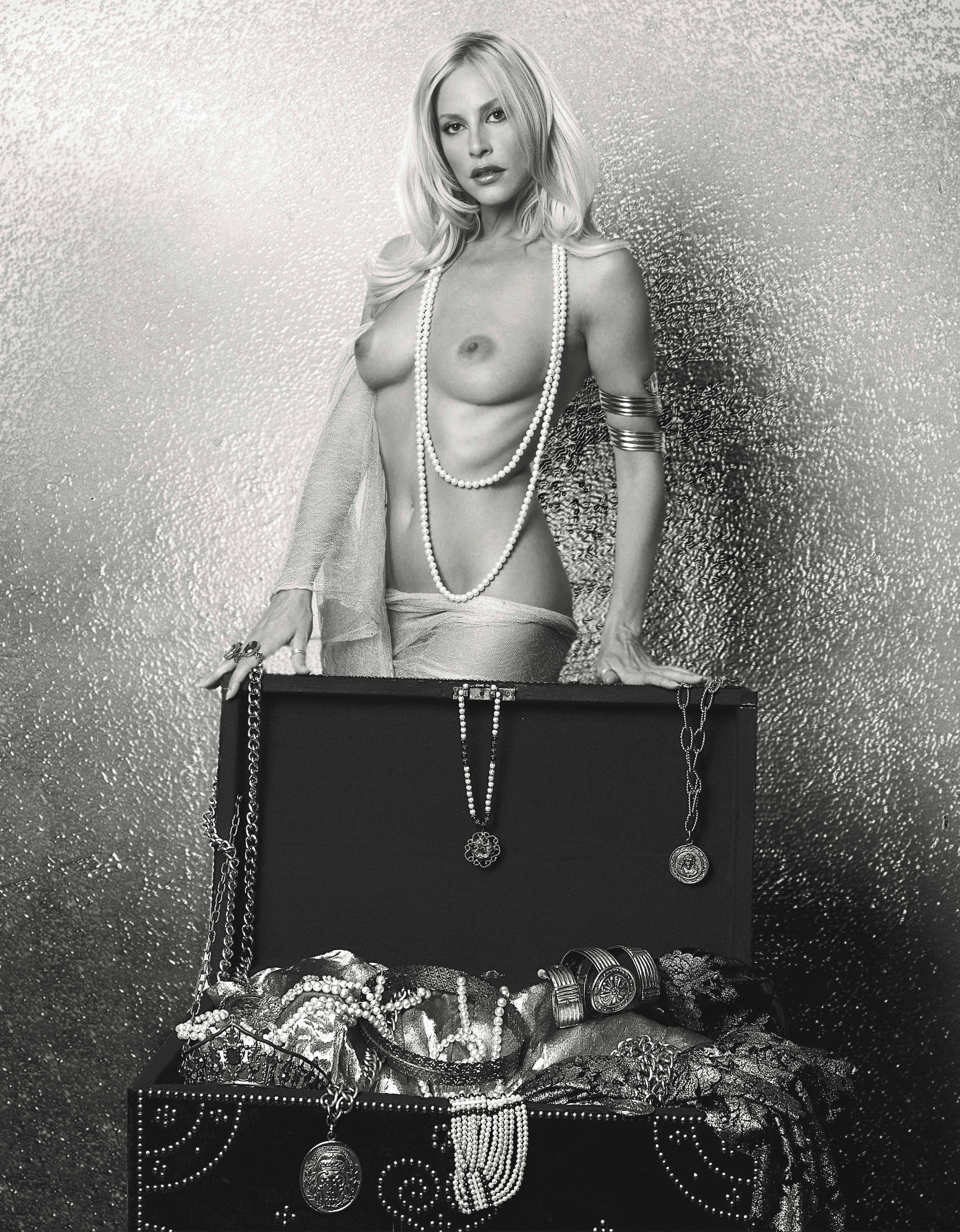
Stefania Orlando nel 2001

Dal 2001 al 2005, chiuso il programma Il lotto alle otto, continua per tre sere a settimana a curare i collegamenti con le estrazioni del lotto dai Monopoli di Stato, in onda nell'access prime time di Rai 2. Nella stagione televisiva 2003-2004 presenta assieme a Fabrizio Frizzi la prima edizione del programma che sostituisce I fatti vostri nella sua fascia oraria, Piazza grande. Nel 2004 conduce in prima serata su Rai 2 con Marco Mazzocchi lo speciale Stelle con la coda. Sempre per Rai 2, nel settembre del 2005 presenta la diciottesima edizione del Cantagiro. Nell'estate del 2008 è la conduttrice della nona edizione del Festivalshow, serie di concerti organizzati da Radio Birikina in varie città del nord Italia trasmessi in televisione da Canale Italia. Nel febbraio del 2010 riprende per alcuni mesi la conduzione de Il lotto alle otto su Rai 2.
Dal 2011 al 2020 partecipa ogni sabato come opinionista fissa alle rubriche di musica e spettacolo del programma Unomattina in famiglia, in onda su Rai 1. Tra il 2015 e il 2017 torna nel cast della trasmissione I fatti vostri, in onda su Rai 2, questa volta come giurata di Dog Factor, talent show dedicata al mondo dei cani in onda ogni venerdì. Nello stesso periodo conduce inoltre alcune puntate speciali di Cantando ballando, programma musicale in prima serata su Canale Italia, esperienza che ripeterà tra il 2018 e il 2019. Dal 29 maggio al 30 giugno 2017 conduce assieme a Stefano Palatresi il programma pomeridiano Buon pomeriggio Estate, in onda su Telenorba e TG Norba 24; visto il buon riscontro ottenuto in estate, nell'autunno dello stesso anno, sempre sulle frequenze di Telenorba le viene affidata la conduzione di Buon Pomeriggio, esperienza che si conclude il 22 dicembre 2017. Il 20 ottobre 2018 conduce su Canale Italia la finale nazionale del concorso di bellezza Miss Europe Continental.
Tra il 2020 e il 2021 ha partecipa alla quinta edizione del reality show Grande Fratello VIP. Inquilina della casa per quasi sei mesi, viene eliminata nel corso della finale del 1º marzo, classificandosi al terzo posto e guadagnando popolarità e successo in particolare tra il pubblico dei giovanissimi. Da maggio a giugno 2021 è una delle opinioniste ricorrenti de La vita in diretta, esperienza che ripete anche nelle stagioni 2021-2022 e 2022-2023. Nell'autunno del 2021 ha preso parte all'undicesima edizione di Tale e quale show e alla decima edizione di Tale e quale show - Il torneo, entrambi in onda su Rai 1 con la conduzione di Carlo Conti. Nella primavera del 2022 è una delle concorrenti di Stand Up! - Comici in prova, in onda su Nove. Il 6 maggio 2022 debutta come giudice del panel del programma Questa è casa mia! in onda su Real Time con la conduzione di Tommaso Zorzi. Nella stagione 2022-2023 partecipa come concorrente all'undicesima edizione di Tale e quale show - Il torneo e alla prima edizione di Tale e quale Sanremo, entrambe in onda in prima serata su Rai 1, e conduce per Real Time Sort your life out - Ogni cosa al suo posto. Nel luglio 2023 partecipa a Non sono una signora, drag talent di Rai 2 condotto da Alba Parietti; la Orlando, alias Maddy Love, viene eliminata nella quarta puntata dello show. Dal 16 dicembre 2024 è una delle concorrenti della diciottesima edizione del Grande Fratello, in onda su Canale 5 con la conduzione di Alfonso Signorini. Inquilina della casa dal giorno 92 al giorno 179, si classifica all'undicesimo posto.

### Attività di cantante
Oltre alla televisione, dal 2005 intraprende la carriera di cantante, entrando nel gruppo musicale Sex Machine Band, con il quale si esibisce in diversi locali e interpreta cover di canzoni di vari generi, passando per il rock, il pop e la dance. Debutta come solista, incidendo il singolo Sotto la luna, nell'estate 2007, seguito da Marimbabà nel 2008. L'anno successivo, vede la pubblicazione per l'etichetta NAR International del suo primo album, Su e giù, dal quale è stato estratto come singolo l'omonimo brano, nel maggio dello stesso anno. Negli anni successivi prosegue l'attività musicale con serate e spettacoli live, accompagnata dalla sua band, gli Orlando Furiosi, nelle piazze italiane riscuotendo un buon successo. Dal 2010 inizia a scrivere le sue canzoni: la Crazy Dance, poi nel 2011 il singolo A Troia, un testo/denuncia verso il "sistema malato" e nel 2012 Frappé e Vita bastarda. Nel 2013 esce un altro singolo pop-social intitolato Omologazione, che descrive la situazione sociale politica italiana, mentre a gennaio 2015 viene pubblicato il singolo Legami al letto. Tutte le canzoni incise dalla Orlando sono coadiuvate da video interamente ideati, girati e montati da lei. Nel 2014 e 2016 collabora inoltre col cantautore Fernando Alba nei singoli Favola e Prima di lunedì, colonna sonora dell'omonimo film. Il 6 novembre 2020, durante la sua partecipazione al Grande Fratello VIP, pubblica il singolo Babilonia.Il 21 giugno dello stesso anno pubblica il singolo estivo Bandolero, che in meno di un mese raggiunge un milione di visualizzazioni su YouTube.

### Attività di attrice
Nel 1995 fa il suo debutto come attrice recitando nello spettacolo teatrale Isso, esso e 'a mala femmena con Vittorio Marsiglia; nello stesso anno, sempre in coppia con Marsiglia, recita nella commedia Ragioniè... voi dovete ragionà. Nel 1999 prende parte al film Fantozzi 2000 - La clonazione, con la regia di Domenico Saverni. Negli anni successivi partecipa sporadicamente ad alcune produzioni televisive e cinematografiche: nel 2008 interpreta se stessa in un cameo in Don Matteo 6, nel 2015 recita nel film indipendente Nuovo ordine mondiale, diretto da Fabio e Marco Ferrara. A dicembre del 2019 recita una piccola parte all'interno di un episodio della soap opera di Rai 1 Il paradiso delle signore.

## Altre attività
Nell'estate del 2009 conduce la finale della ventitreesima edizione di Miss Fiumicino. Nel giugno del 2012 apre il suo blog, L'Orlando Curiosa, nel quale tratta molteplici argomenti, dalla moda alla musica, dall'amore alla cucina. Da maggio del 2013 L'Orlando Curiosa approda inoltre in edicola sotto forma di rubrica all'interno del settimanale EvaTremila.  L'esperienza del blog si conclude nel giugno 2017. Insieme ad Alessandro Greco è uno dei volti della telepromozione dei materassi Marion.

## Vita privata
Nel 1997, dopo più di quattro anni di fidanzamento, sposa l'attore Andrea Roncato, da cui divorzia dopo due anni. Successivamente si lega sentimentalmente all'attore Paolo Macedonio, conosciuto all'interno del programma I fatti vostri. Nel 2008 si fidanza con il musicista Simone Gianlorenzi, che sposa il 1º luglio 2019 e da cui si separa nel 2022. Si professa cattolica.

## Programmi televisivi
- Sì o no? (Canale 5, 1993-1994)
- Vota la voce (Canale 5, 1994)
- Scommettiamo che...? (Rai 1, 1994-1995)
- TG Rosa (Odeon TV, 1995-1997)
- Il Boom (Canale 5, 1996)
- Retromarsh!!! (Telemontecarlo, 1996)
- I fatti vostri (Rai 2, 1997-2003, 2015-2016)[14]
  - I fatti vostri - Speciale Padre Pio (Rai 2, 1999)
- Telethon (Rai 1, 1997-2000)
- Il lotto alle otto (Rai 2, 1998-2005, 2010)
- Torno sabato (Rai 1, 2002) - inviata
- Girofestival (Rai 3, 2002-2003)
- Uno di noi (Rai 1, 2003) - inviata
- Piazza grande (Rai 2, 2003-2004)
- Stelle con la coda (Rai 2, 2004)
- Cantagiro (Rai 2, 2005)
- Festival del Garda (Rai 2, 2006)
- Festival Show (Canale Italia, 2008-2009)
- Unomattina in famiglia (Rai 1, 2011-2020) - curatrice di una rubrica
- Cantando ballando (Canale Italia, 2015-2016, 2018-2019)
- Buon pomeriggio (Telenorba, TG Norba 24, 2017)
  - Buon pomeriggio Estate (Telenorba, TG Norba 24,  2017)
- Miss Europe Continental - Finale nazionale Italia (Canale Italia, 2018)
- Grande Fratello VIP (Canale 5, 2020-2021) - concorrente — 3º posto
- Tale e quale show (Rai 1, 2021) - concorrente
  - Tale e quale show - Il torneo (Rai 1, 2021-2022) - concorrente
  - Tale e quale Sanremo (Rai 1, 2023) - concorrente
- Stand Up! - Comici in prova (Nove, 2022) - concorrente
- Questa è casa mia! (Real Time, 2022) - giurata
- Sort Your Life Out - Ogni cosa al suo posto (Real Time, 2023) - conduttrice
- Premio Città di Monopoli (Canale 7, 2023)
- Non sono una signora (Rai 2, 2023) - concorrente
- Pomeriggio Cinque (Canale 5, dal 2023) - opinionista fissa
- Grande Fratello (Canale 5, 2024-2025) - concorrente — 11º posto
- La volta buona (Rai 1, dal 2025) - opinionista fissa

## Filmografia

### Cinema
- Fantozzi 2000 - La clonazione, regia di Domenico Saverni (1999)
- Nuovo ordine mondiale, regia di Fabio Ferrara e Marco Ferrara (2015)

### Televisione
- Don Matteo – serie TV, episodio 6x03 (2008)
- Il paradiso delle signore – serial TV, 1 episodio (2019)

## Teatro
- Isso, esso e 'a Mala Femmena, regia di Vittorio Marsiglia (1995-1996)
- Ragioné voi dovete ragionà, regia di Vittorio Marsiglia (1996-1997)

## Discografia

### Album in studio
- 2009 – Su e giù

### Singoli
- 2007 – Sotto la luna
- 2008 – Marimbabà
- 2009 – Su e giù
- 2011 – Crazy Dance
- 2011 – A Troia
- 2012 – Frappé
- 2012 – Vita bastarda
- 2013 – Omologazione
- 2014 – Favola (Fernando Alba feat. Stefania Orlando)
- 2015 – Legami al Letto
- 2016 – Prima di lunedì (Fernando Alba feat. Stefania Orlando)
- 2020 – Babilonia
- 2021 – Bandolero
- 2024 – Ritmo d’amore eterno

### Video musicali
- 2011 – Marimbabà
- 2011 – Crazy Dance
- 2011 – A Troia
- 2011 – Sotto la luna
- 2012 – Frappé
- 2012 – Vita bastarda
- 2013 – Omologazione
- 2014 – Favola
- 2015 – Legami al letto
- 2016 – Kiss
- 2016 – Prima di lunedì
- 2021 – Babilonia
- 2021 – Bandolero
- 2024 – Ritmo d'amore eterno